# 金子奈未
金子 奈未（かねこ なみ、本名：金子奈美）は、日本の作曲家。GIZA studio所属。主な楽曲は、愛内里菜の『pueple haze』、『snow drop』等がある。北原愛子、岸本早未、他多数、楽曲提供。

## 楽曲提供

### 作曲
- 愛内里菜「purple haze」「snow drop」「be happy.」
- 岸本早未「カマワナイデ」「SODA POP」
- 北原愛子「会いたい 会えない」「君の側にいたいだけ」「千年の命よりも今日この日の幸せを」
- 松橋未樹「go out of one's way」「Secret place」
- sweet velvet「STAY」
- 辻尾有紗「なつのにおい」

| スタブアイコン | サブスタブ | この項目は、まだ閲覧者の調べものの参照としては役立たない、音楽関係者（バンド等）に関連した書きかけの項目です。この項目を加筆・訂正などしてくださる協力者を求めています（P:音楽/PJ:芸能人）。 |